# Оптогенетика

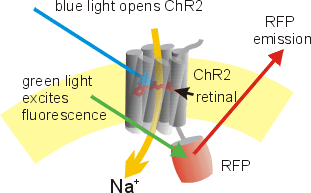
Под воздействием синего света ChR2 открывает доступ притоку Na+ в клетку, а связанный с опсином на внутриклеточной стороне флуоресцентный белок светится под воздействием зелёного света, позволяя визуализировать ChR2-экспрессирующие клетки.

Оптогенетика — методика исследования работы нервных клеток, основанная на внедрении в их мембрану специальных каналов — опсинов, реагирующих на возбуждение светом. Если на мозг воздействовать светом с определенной длиной волны, то те нейроны, которые имеют такие каналы, будут активироваться или, наоборот, не смогут генерировать потенциалы действия.
Для экспрессии каналов используются методы генной инженерии, для последующей активации либо ингибирования нейронов и нервных сетей используются лазеры, оптоволокно и другая оптическая аппаратура.
Оптогенетика появилась в 2005 году, а первым использованным опсином стал канальный родопсин 2 (англ. channelrhodopsin-2, ChR2).
Преимущество оптогенетических методов перед традиционными электрофизиологическими методами изучения нервных сетей и воздействия на них состоит в возможности высокоселективной активации либо подавления конкретных нейрональных связей. Эта селективность открывает новые возможности в терапии болезни Паркинсона, депрессии, тревожности и эпилепсии.